# Bracon metacomet
Bracon metacomet är en stekelart som först beskrevs av Henry Lorenz Viereck 1917.  Bracon metacomet ingår i släktet Bracon och familjen bracksteklar. Inga underarter finns listade.